# Embalse de Villalba de los Barros
El embalse de Villalba de los barros se localiza en la provincia de Badajoz sobre el río Guadajira. Las obras comenzaron en 2008, con un plazo de ejecución de 48 meses, fueron concluidas en 2010. Durante la construcción de la presa descubrieron varios yacimientos arqueológicos, aunque algunos de ellos están, ahora, cubiertos por el agua del embalse.

## Historia
La obra fue adjudicada en marzo de 2006, tenía un plazo de ejecución de 48 meses y costó 18 millones de euros, una cantidad que permitió crear una presa de materiales sueltos en el río Guadajira, con un cuerpo de presa dividido en dos zonas, ya que se protege el talud de aguas arriba con un manto de escollera y se dispone de un aliviadero lateral en la margen derecha.

## Datos generales
La Presa de Villalba de los Barros está construida sobre el cauce del río Guadajira, en el término municipal pacense de Villalba de los Barros, en la Comunidad Autónoma de Extremadura. La Presa de Villalba de los Barros es de materiales sueltos homogénea, tiene una altura desde cimientos de 45 m, una longitud de coronación de 484 m y un volumen de 1.138.906 m³, y su cota de nivel máximo es de 326 m . Pertenece a la Cuenca Hidrográfica del Guadiana y tiene una capacidad de 106 hm³ . Su cuenta tiene 343 km² con un aporte medio anual de 64 hm³.

## Conducciones
- 2 tuberías de acero inoxidable de 600 mm de diámetro en los desagües de agotamiento.
- 2 tuberías de acero inoxidable de 1000 mm de diámetro en los desagües y tomas.

## Acceso
- Principal: carretera de Villalba de Los Barros a N-432
- Longitud total 4140,4 m

- Alternativo: carretera de Fuente del Maestre a Villalba de Los Barros
- Longitud total 3 km

## Entorno natural
El entorno donde se encuentra el embalse está formado por grandes llanuras de terreno ondulado y desarbolado donde crecen pastizales que son aprovechados por las ganaderías ovinas presentes en la zona. En el horizonte del pantano puede divisarse el castillo de Feria a lo lejos.

## Tamaño
Comparada con los grandes pantanos de Cíjara (1505 hectómetros cúbicos) o La Serena (3219), la presa de Villalba es muy pequeña, pero en el conjunto de la cuenca la convierte en la novena más importante de la región, ya que está destinada al riego y al abastecimientos de municipios importantes, como Almendralejo.